# Egelsberg (Weilheim an der Teck)
Egelsberg ist ein Stadtteil von Weilheim an der Teck im Vorland der Esslinger Alb und zählt zu den Schloten des Schwäbischen Vulkans.
Der Ortsteil hat etwa 2.000 Einwohner und liegt auf 390 m ü. NHN. Er befindet sich an der Kreisstraße K 1252, die Weilheim mit der westlich gelegenen Gemeindegrenze von Bissingen verbindet. Von Egelsberg aus hat man einen Blick auf die Peterskirche in Weilheim und die Drei Kaiserberge.

## Geschichte
Geologisch gesehen stellt der Egelsberg einen ehemaligen Vulkanschlot dar, der durch spätere Erosion und Abtragung in seiner heutigen Form erhalten blieb. Besonders bemerkenswert sind die Aufschlüsse des Basalttuffs am nördlichen Hang, die es Geologen ermöglichen, die Entstehungsgeschichte des Gebirgsmassivs weiter zu erforschen.
Er ist als geologisches Naturdenkmal geschützt, um das einzigartige geologische Erbe zu bewahren und die Region als Teil des „Schwäbischen Vulkanlands“ zu erhalten.
Der Egelsberg, ein markanter Basalttuffschlot im Süden von Weilheim an der Teck, erhebt sich etwa 50 Meter über seine Umgebung und gehört zum geologischen Erbe des „Schwäbischen Vulkans“. Der Egelsberg ist ein Zeuge der vulkanischen Aktivität, die vor rund 14 Millionen Jahren die Region prägte. Der Basalttuff, der auf dem Egelsberg zu finden ist, bildet sich durch die Abtragung der weicheren Gesteine der Opalinuston-Formation, was die Entstehung des kegelförmigen Berges begünstigte.

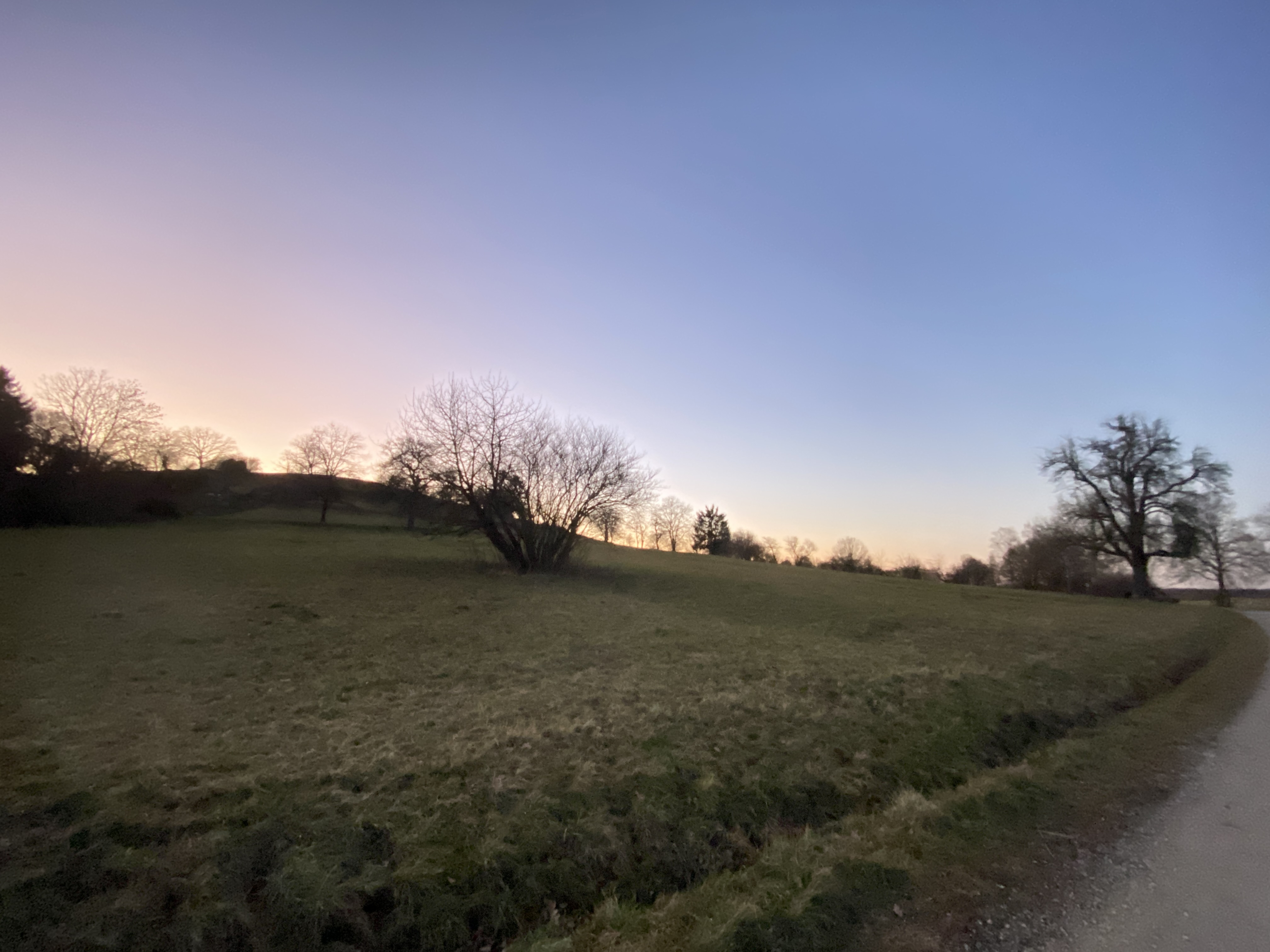
Bild: Egelsberg

## Wirtschaft und Infrastruktur
Weinbau: Der Verein der Weinbergbesitzer Weilheim an der Teck e. V. besteht seit 1956 und setzt sich aus 30 Mitgliedern zusammen, darunter auch Weinbergbesitzer am Egelsberg. Die Trauben aus den Weinbergen werden größtenteils an die Genossenschaft Hohenneuffen-Teck e. G. geliefert.
Eine Erwähnung fand der Verein in der Februar-Ausgabe 2025 des Weilheimer Gewerbeblättles.
Bildung: Im Ortsteil befindet sich ein städtischer Kindergarten.
Freizeit- und Sportanlagen
- Reit- und Fahrverein Weilheim a.d. Teck e.V.
- Lindach Sporthalle
- Egelsberg (Berg)
- Schwäbischer Albverein
- Musikverein Stadtkapelle Weilheim an der Teck
- Hobby Club Weilheim e.V.: HCW